# Upton Snodsbury
Upton Snodsbury est une localité anglaise située dans le comté du Worcestershire.